# كونراد كامينغز
كونراد كامينغز (بالإنجليزية: Conrad Cummings)‏ هو ملحن أمريكي، ولد في 10 فبراير 1948.

## وصلات خارجية
- كونراد كامينغز على موقع ميوزك برينز (الإنجليزية)
- كونراد كامينغز على موقع ديسكوغز (الإنجليزية)